# Синяя птица (пьеса)
«Синяя птица» — пьеса Мориса Метерлинка в 6 актах, написанная в 1905 году. Впервые была поставлена 13 октября [30 сентября] 1908 года в Московском Художественном театре. Известен также вариант в виде сказки для детей в 10 главах, составленной Жоржеттой Леблан, состоявшей в фактическом браке с Метерлинком.
Пьеса проникнута глубокой идеей автора «быть смелым, чтобы видеть скрытое».

## Действующие лица

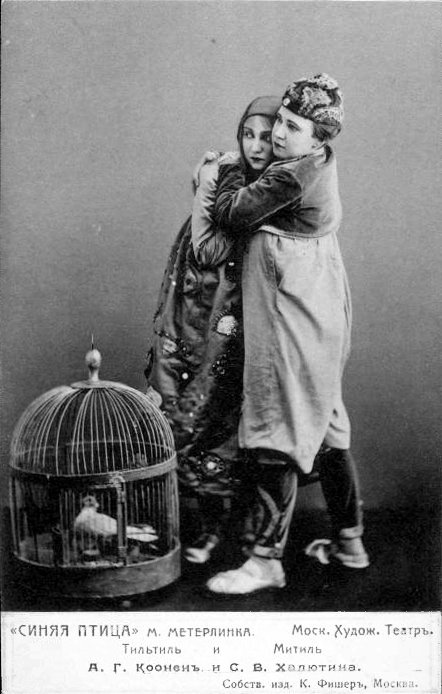
Алиса Коонен (Митиль; слева) и Софья Халютина (Тильтиль; справа) в «Синей птице» в МХТ в 1908 году

Всего в пьесе 67 действующих лиц и в некоторых постановках более.
(в порядке их выхода на сцену)
- Мать Тиль
- Тильтиль
- Митиль
- Фея
- Души Часов
- Хлеб
- Огонь
- Пёс
- Кошка
- Вода
- Молоко
- Сахар
- Душа Света
- Отец Тиль
- Бабушка Тиль
- Дедушка Тиль
- Пьеро
- Робер
- Жан
- Мадлена
- Пьеретта
- Полина
- Рикетта
- Ночь
- Сон
- Смерть
- Призраки
- Насморк
- Духи Тьмы
- Ужасы
- Звёзды
- Дух Дуба
- Дух Бука
- Дух Вяза
- Дух Тополя
- Дух Сосны
- Дух Кипариса
- Дух Липы
- Дух Каштана
- Дух Берёзы
- Дух Ивы
- Дух Дубка
- Кролик
- Дух Плюща
- Конь
- Бык
- Вол
- Корова
- Волк
- Баран
- Свинья
- Петух
- Коза
- Осёл
- Медведь
- Тучные Блаженства
- Самое Тучное Блаженство
- Рабыни
- Великие Радости
- Детские Блаженства
- Домашние Блаженства
- Лазоревые Дети
- Хранительницы Детей
- Король Девяти Планет
- Время
- Соседка Берленго
- Её внучка

## Сюжет
В ночь под Рождество мальчика и девочку Тильтиль и Митиль посещает Фея Берилюна. Внучка Феи больна, и спасти её может только Синяя птица. Благодаря волшебному подарку Феи дети получают возможность видеть души вещей. Неживые предметы (Часы, Огонь, Вода, Хлеб, Молоко и др.) преображаются в живых существ со своим характером. Все вместе они отправляются в опасное путешествие за сказочной синей птицей. Тильтиль и Митиль общаются с умершими бабушкой и дедушкой, попадают в царство ночи, оживший лес, сад блаженств, царство будущего, после чего возвращаются обратно и дарят синюю птицу больной внучке феи.

## Критика
Постановке «Синей птицы» посвящён фельетон Надежды Тэффи «Синяя птицемания» («Русское слово», 1909).
Прозаик, поэт и публицист Дмитрий Быков так отозвался об этой пьесе: «Это очень хорошая пьеса. Может быть, лучшая в XX веке. Не только потому, что она учит верить в мечту и искать Истинные Блаженства — это как раз довольно просто, и не зря Станиславский ругал в письмах к друзьям „Метерлинковские банальности“. А потому, что она — как и всё символистское искусство — учит правильному мировоззрению».

## Известные постановки
- 13 октября 1908 — Синяя птица. Московский художественный театр. Режиссёр К. С. Станиславский. Композитор Илья Сац, художник Владимир Егоров [~ 1][5][6]
  - возобновлён в 1923 году В. Л. Мчеделовым
- 1918 — Саратовский ТЮЗ. Это был самый первый спектакль Саратовского ТЮЗа.
- 2007 — Саратовский академический ТЮЗ имени Киселёва. Режиссёр А. М. Пономарёв. Композитор С. А. Андрусенко. Художник Г. Ю. Гуммель.
- 2013 — Свердловский государственный академический театр драмы в рамках проекта «Молодой театр». Режиссёр Д. С. Зимин.
- 2013 — Центральный Академический театр кукол имени С. В. Образцова. Режиссёр Н. Скорик. Художник Б. Мессерер.
- 2015 — Московский детский театр эстрады. Режиссёр И. Бунаков, Композитор В. Овсянников.
- 2021 — Красноярский театр оперы и балета имени Д. А. Хворостовского, Композитор Е. Терёхина.
- 2023 — Театр33 (Белвью, Вашингтон, США). Режиссёр М. Чеботарёва. Хореограф А. Карпухина.

## Известные экранизации
- 1910 — Синяя птица / The Blue Bird (Великобритания)
- 1911 — Синяя птица (Россия)
- 1918 — Синяя птица / The Blue Bird (США)
- 1940 — Синяя птица / The Blue Bird (США)
- 1970 — Синяя птица (мультфильм, СССР)
- 1976 — Синяя птица / The Blue Bird (США/СССР)
- 1980 — Синяя птица (аниме) (Япония)

## Комментарии
1. ↑  

«Синяя птица должна быть наивна, проста, легка, жизнерадостна, весела и призрачна, как детский сон и, вместе с тем, величава» — К. С. Станиславский [4]